# ویلیام فرانسیس ماگی
 ویلیام فرانسیس ماگی (انگلیسی: William Francis Magie؛ زاده ۱۸۵۸ درگذشته ۱۹۴۳) فیزیک‌دان اهل آمریکا بود.

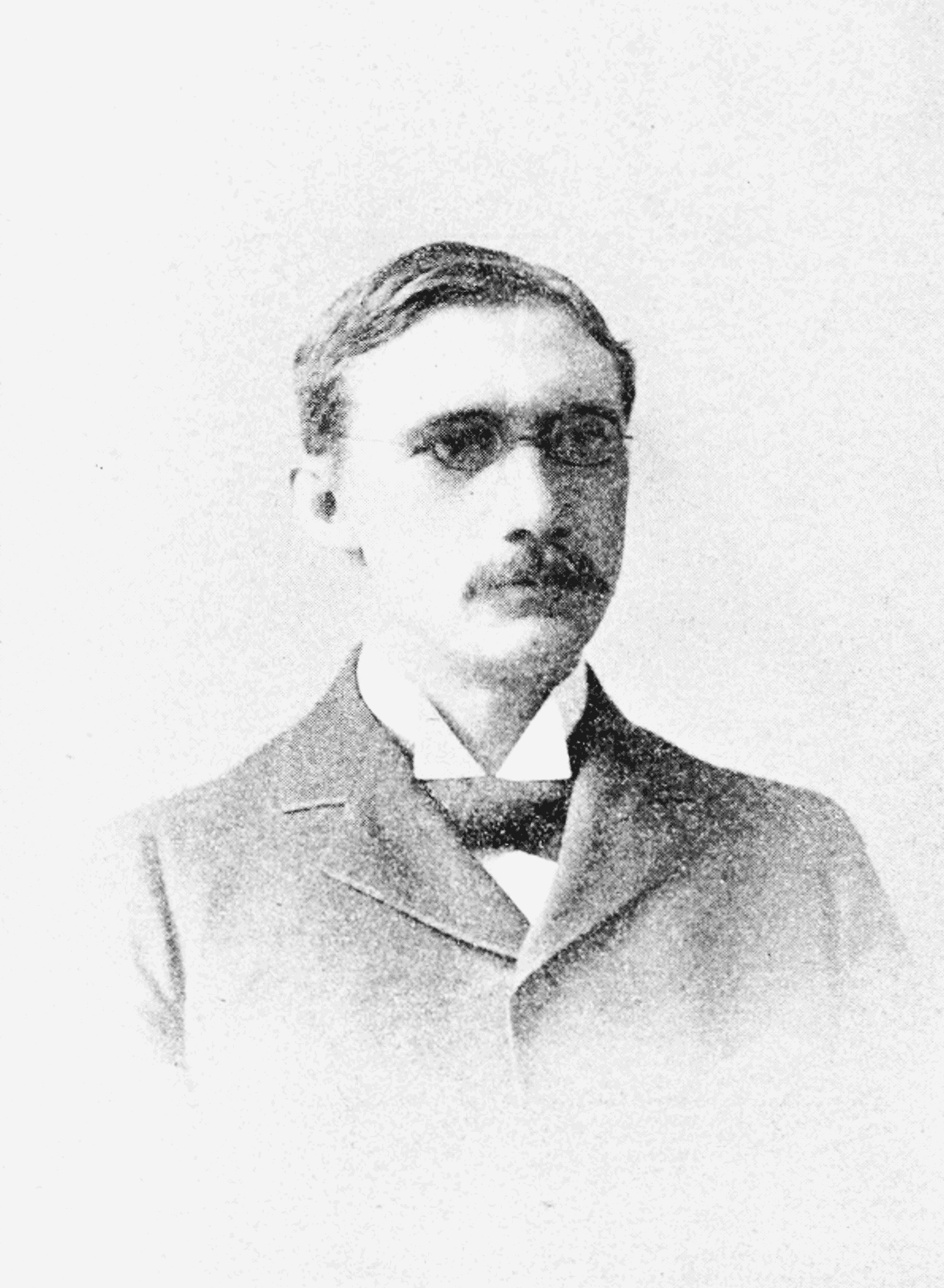
ویلیام فرانسیس ماگی، بین سال‌های ۱۹۰۴ و ۱۹۰۵